# Rubus australis
Rubus australis är en rosväxtart som beskrevs av Forst. f.. Rubus australis ingår i släktet rubusar, och familjen rosväxter. Inga underarter finns listade i Catalogue of Life.